# Gp120 (HIV)
gp120 ist ein Glykoprotein, das sich auf der Oberfläche von HI-Virus-Partikeln befindet. Die Zahl 120 in seinem Namen bedeutet, dass seine Molekülmasse 120 kDa beträgt.
Das Protein besteht aus einem äußeren und einem inneren Bereich sowie einer Verbindungsbrücke. Es ist aus 500 Aminosäuren aufgebaut. Es formt eine Art Kappe über das Ende von gp41 und stellt somit eine gp120/gp41-Untereinheit dar. Ohne diese Kappe könnten menschliche Antikörper, indem sie sich an das Ende von gp41 heften würden, das Virus erkennen. Wenn das Virus sich nun an eine menschliche Zelle heftet, ändert gp120 seine Konfiguration schlagartig und legt gp41 frei. Dieses heftet sich dann an die Zelle.
Das HI-Virus mutiert häufig und wird deshalb nicht vom Immunsystem erkannt. Es gibt aber einen Bereich, der immer gleich bleiben muss, damit das Virus sich an menschliche Zellen anbinden und sie infizieren kann. Das Glykoprotein gp120 ist, genau wie gp41, mit der Zellmembran durch nicht-kovalente Bindungen verbunden. Beide sind Abkömmlinge des gespalteten Proteins gp160. Dieses infiziert jede Zelle mit einem CD4-Rezeptor, insbesondere die T-Helferzelle, indem es sich an diesen heftet. Diese Verbindung ist hauptsächlich ionisch, wenngleich auch Van-der-Waals-Kräfte und Wasserstoffbrückenbindungen eine Rolle spielen.